# Unicursal

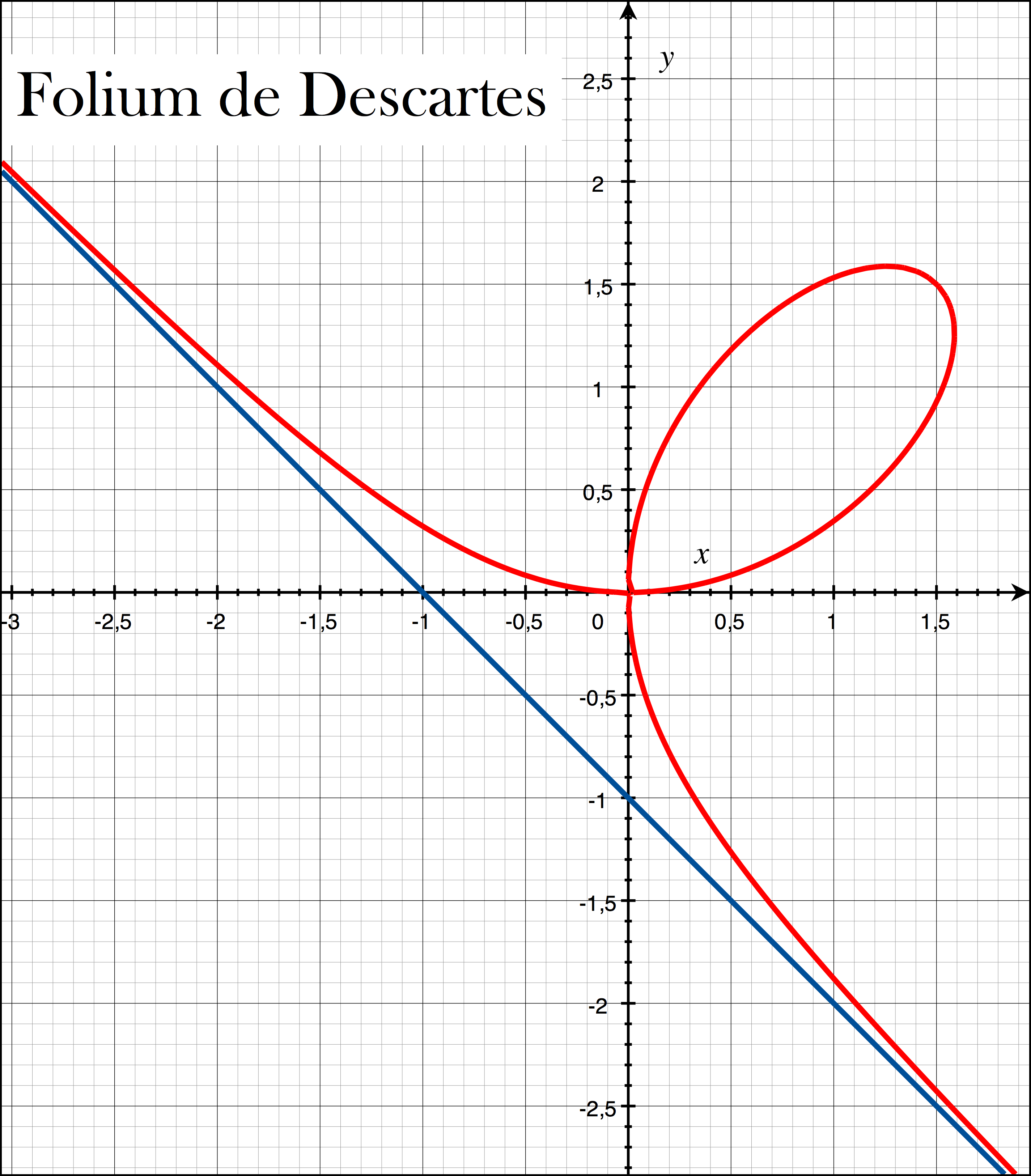
Ejemplo de curva unicursal: el folium de Descartes

En matemáticas, más precisamente en geometría, un curva plana se llama unicursal, o  racional  si admite un parametrización de modo que sus coordenadas {\displaystyle x} e {\displaystyle y} sean ambas fracciones racionales del parámetro.

## Ejemplos

### Recta
Una recta es unicursal, ya que admite una representación paramétrica de la forma
{\displaystyle \left\{{\begin{array}{l}x=x_{0}+a\;t\\y=y_{0}+b\;t\end{array}}\right.}
donde {\displaystyle \left(x_{0},y_{0}\right)} son las coordenadas de un punto de la línea, y {\displaystyle {\vec {n}}{\binom {a}{b}}} es un vector director de la recta.

### Circunferencia
Una circunferencia es unicursal. Cuando tiene su centro en el origen de coordenadas y radio 1, tiene la siguiente representación paramétrica:
{\displaystyle \left\{{\begin{array}{l}x={\frac {1-t^{2}}{1+t^{2}}}\\\\y={\frac {2t}{1+t^{2}}}\end{array}}\right.}
De hecho, la imagen {\displaystyle \mathbb {R} } de esta función no es la circunferencia completa, ya que carece del punto de coordenadas {\displaystyle \left(-1;0\right)}. Pero se admite que este punto es la imagen del {\displaystyle \infty } por representación paramétrica. Este es un ejemplo de compacidad de Alexandrov de {\displaystyle \mathbb {R} }.

### Hipérbola
Las secciones cónicas no degeneradas también son unicursales. Por ejemplo, la parametrización racional de una hipérbola:
{\displaystyle \left\{{\begin{array}{l}x={\frac {1+t^{2}}{1-t^{2}}}\\\\y={\frac {2t}{1-t^{2}}}\end{array}}\right.}

### Curvas cúbicas

#### Caracterización
| Una curva cúbica es unicursal si y solamente si admite un punto doble, es decir, solamente si es nodal o cuspidal. |

En particular, una curva elíptica no es unicursal.

#### Ejemplos

##### Curva cúbica nodal
El folium de Descartes tiene representación paramétrica
{\displaystyle \left\{{\begin{array}{l}x={\frac {3t}{1+t^{3}}}\\\\y={\frac {3t^{2}}{1+t^{3}}}\end{array}}\right.}
El punto doble es el origen {\displaystyle (0,0)} de coordenadas, obtenido para {\displaystyle t=0} y para {\displaystyle t=\pm \infty }.
En general, los estrofoides son unicursales.

##### Curvas cúbicas cuspidales
La cisoide de Diocles admite la representación paramétrica
{\displaystyle \left\{{\begin{array}{l}x=t^{2}\\\\y=t^{3}\end{array}}\right.}
Es incluso más que racional, ya que {\displaystyle x} e {\displaystyle y} son incluso polinomios de {\displaystyle t}

### Cuárticas
Un ejemplo de una curva cuártica unicursal es la lemniscata de Bernoulli, cuya ecuación paramétrica es
{\displaystyle \left\{{\begin{array}{l}x={\frac {2t}{1+t^{4}}}\\\\y={\frac {2t^{3}}{1+t^{4}}}\end{array}}\right.}

## Algebraicidad

### Proposición
Al eliminar {\displaystyle t} entre {\displaystyle x} e {\displaystyle y}, cualquier curva unicursal es algebraica.

### Recíproco
Una curva algebraica no es necesariamente unicursal. Es así solo si su género es 0.

#### Ejemplo
Se puede demostrar que la curva afín del plano de ecuación {\displaystyle (x^{2}-1)^{2}-2y^{3}-3y^{2}} es de género 0. Por lo tanto, es unicursal y admite una parametrización racional, por ejemplo:
{\displaystyle {\begin{cases}x&=t(2t^{2}-3)\\y&=2t^{4}-4t^{2}+{\frac {1}{2}}\end{cases}}}
con {\displaystyle t={\frac {xy}{x^{2}-y-1}}}

#### Contraejemplos
Cónicas: una cónica degenerada no es unicursal. Por ejemplo, la 'curva' de la ecuación {\displaystyle x^{2}=1} no tiene una representación paramétrica racional (una función de {\displaystyle t} que toma solo los valores 1 y -1 no puede ser racional). Sin embargo, esta cónica degenerada consta de dos componentes, las dos líneas de ecuación {\displaystyle x=1} y {\displaystyle x=-1}, que son unicursales por separado.
Cúbicas: las curvas cúbicas sin puntos dobles no son unicursales. De hecho, su género es 1. Por el contrario, una cúbica que tiene un punto doble es de género 0.

## Aplicaciones

### Puntos de coordenadas racionales
Si {\displaystyle t\in \mathbb {Q} } (por ejemplo, si {\displaystyle t} es un número entero), las coordenadas {\displaystyle x(t)} y {\displaystyle y(t)} son en sí mismas racionales. Por lo tanto, se puede usar la representación paramétrica de una curva unicursal para obtener puntos con coordenadas racionales de esta.
Ejemplo: la búsqueda de puntos con coordenadas racionales en el círculo de radio unidad (véase arriba) está vinculada a la de la terna pitagórica. Con {\displaystyle t=5}, se tiene
{\displaystyle \left\{{\begin{array}{l}x={\frac {1-5^{2}}{1+5^{2}}}={\frac {1-25}{1+25}}=-{\frac {24}{26}}=-{\frac {12}{13}}\\\\y={\frac {2\times 5}{1+5^{2}}}={\frac {10}{1+25}}={\frac {5}{13}}\end{array}}\right.}
donde se localiza el triplete {\displaystyle (5,12,13)}.

### Nomogramas
John Clark Brixey usó representaciones paramétricas racionales del círculo y del folium de Descartes para crear nomogramas de la multiplicación (círculo graduado de doble entrada, con una recta graduada, y el folium triplemente graduado).